# Lucius Aelius Lamia
Lucius Aelius Lamia of Lucius Aelius Lamia Plautius Aelianus (circa 45 - circa 81) was een telg uit de gens Plautia, een belangrijke Romeinse familie. In 70 na Chr. huwde hij met Domitia Longina, de dochter van generaal Gnaius Domitius Corbulo. Corbulo werd door keizer Nero gedwongen zelfmoord te plegen.
Domitianus, de jongste zoon van keizer Vespasianus, kreeg de zegen van zijn vader om Domitia Longina te huwen om zo het blazoen van Corbulo op te smukken. Lucius Aelius Lamia werd in 71 gedwongen van Domitia te scheiden.
In 80 kreeg hij van keizer Titus, de opvolger van keizer Vespasianus en broer van Domitianus, de titel van consul suffectus. De broers Titus en Domitianus hadden geen goede relatie. Eenmaal zelf keizer, liet Domitianus, Lucius Aelius Lamia uit de weg ruimen.